# Virág Judit Galéria
Virág Judit Galéria és Aukciósház ist eine private Kunstgalerie und ein Auktionshaus in Budapest. Das Unternehmen ist auf den Handel mit der ungarischen Malerei des 19. und 20. Jahrhunderts und mit Zsolnay-Keramiken spezialisiert. Judit Virágs Galerie hat den Anspruch, mit ihrem Katalog und weiteren Publikationen einen Beitrag zur kunsthistorischen Forschung zu leisten.

## Beschreibung

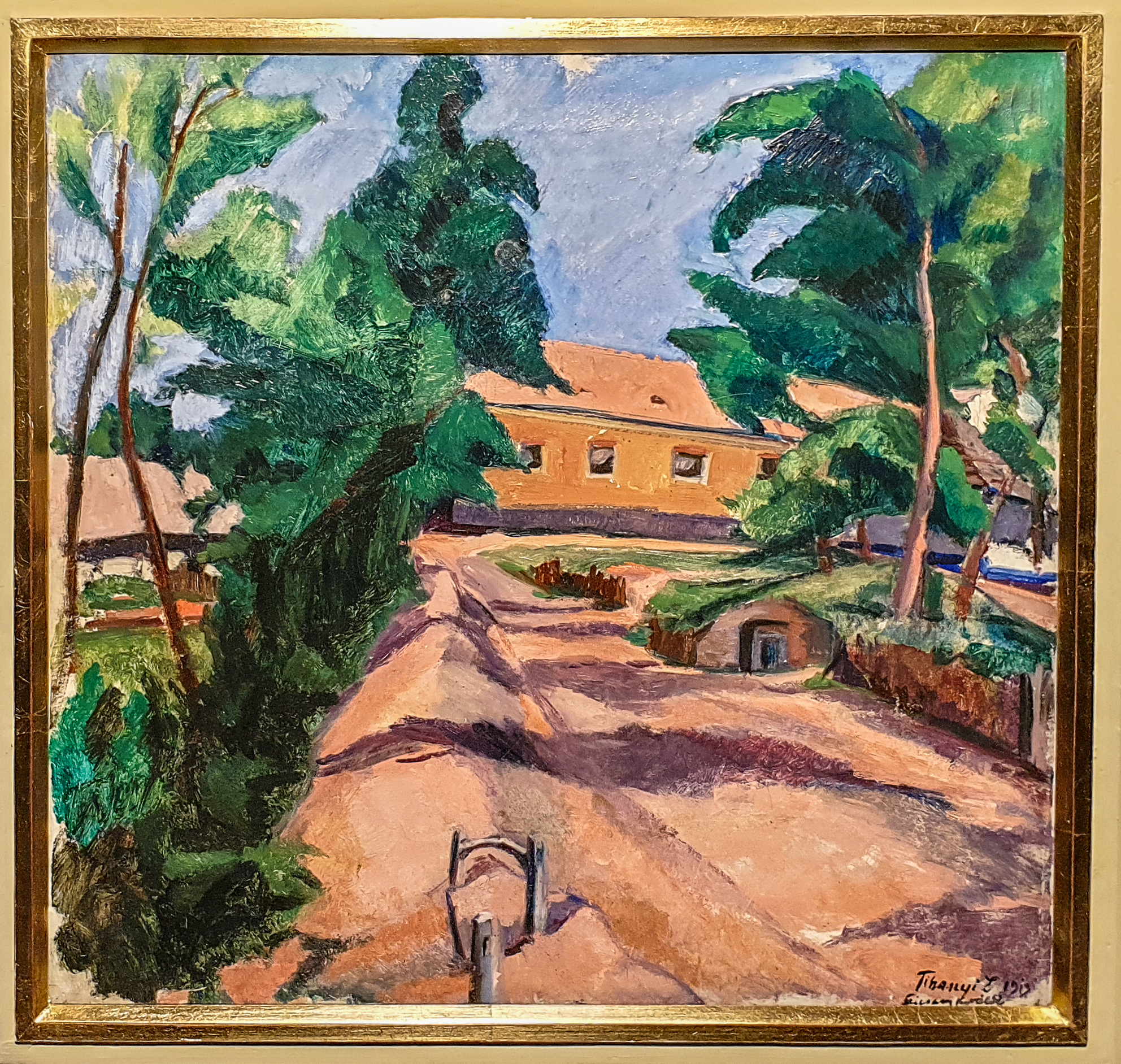
Ein versteigertes Gemälde von Lajos Tihanyi: Sommer in Szécsénykovácsi, 1913, Öl auf Leinwand, 60 × 62,5 cm, Privatsammlung

Die Kunsthistorikerin Judit Virág und ihr Ehemann István Törő eröffneten den Kunsthandel 1997 zunächst als Mű-Terem Galéria. Bald wechselte das Geschäft den Namen und bezog seinen heutigen Standort, die Falk-Miksa-Straße 30 im Budapester Parlamentsviertel, die als die Kunstmeile der Stadt gilt. Dort ist auch ihr größter Konkurrent und Partner beheimatet, die Kieselbach Galéria. Neben den regelmäßig abgehaltenen Auktionen mit anwesenden Bietern, der Möglichkeit zur absentee bid und der Teilnahme über Internet und Telefon, bietet das Auktionshaus auch eine Ausstellungsfläche von 900 m². Der Zugang zu den Ausstellungen ist kostenlos. Private Ausstellungen dieser Art ermöglichen den Zugang zu Werken aus sonst nicht zugänglichen Privatsammlungen. Die Kunstschau Róma–Budapest von 2024 war Teil einer Reihe, die auch Werke ungarischer Künstler in Paris und Berlin in den Mittelpunkt stellte.
Das Gemälde Trau bei Sonnenuntergang von Tivadar Kosztka Csontváry erzielte bei einer Auktion im Jahr 2012 mit 240 Millionen HUF den bis dato höchsten Preis auf dem ungarischen Kunstmarkt. Das von Róbert Berény gemalte Schlafende Frau mit schwarzer Vase (1927/28), mit Einstandspreis von 137.350 USD wurde für 285.700 USD versteigert, der höchste bis dahin bezahlte Preis für ein Werk Berénys. Das Auftauchen des lange verschollenen Gemäldes war ein Kunstereignis. Weitere Künstler, deren Werke neue Besitzer fanden, waren beispielsweise die Maler Dezső Czigány oder József Rippl-Rónai.
Judit Virág schrieb Beiträge in der ungarischen Kunstzeitschrift Artmagazin. Gemeinsam mit Kieselbach Galéria und Gergely Barki, der auch Schlafende Frau mit schwarzer Vase aufspürte, organisiert Virág das Format WANTED!, das zum Ziel hat, unauffindbare Kunstwerke zu suchen, die an einem Zeitpunkt der an Bruchlinien reichen ungarischen Geschichte diskutiert und in Kunstzeitschriften publiziert wurden, aber heute fehlen. Oft sind es die frühen Arbeiten, die zum Verständnis des späteren Werkes eines Künstlers unverzichtbar sind. Anlässlich der Kunstmesse in Pécs wurden dabei vergrößerte Reproduktionen vermisster Gemälde der Nyolcak-Malergruppe gezeigt. Bereits gefunden wurden auf diese Weise Arbeiten der Künstler Béla Czóbel und Ödön Márffy.

## Rezeption
Für den Dumont Reiseführer ist Judit Virág mit ihrer Galerie die Spitzengaleristin Ungarns. Auch im Reiseführer des Michael Müller Verlags gilt die Galerie als Spitzengalerie. Die Publikationen sind im Bestand der ungarischen Széchényi-Nationalbibliothek.

## Publikationen (Auswahl)
- A 121 legszebb magyar festmény. Budapest 2009.
- Berlin – Budapest. Budapest 2016.
- Csontváry – Olasz Halász, 1901 körül. Budapest 2017.
- Rajna – Dr. Rajna József és Rajna Mária gyűjteménye – the collection of Dr. József Rajna and Mária Rajna. Budapest 2018.
- Párizs – Nagybánya, 1904–1914 – bev. tanulmány Rockenbauer Zoltán. Budapest 2018.
- Háború utáni és kortárs művek aukciója. Budapest 2019.
- Weininger Andor – a Bauhaustól New Yorkig – művek Körner András és a Janus Pannonius Múzeum Gyűjteményéből. Budapest 2019.
- Mattis Teutsch János – remekművek Éber Miklós gyűjteményéből. Budapest 2020.
- Róma – Budapest. Budapest 2024.